# Олівер Хадсон
Олівер Рутледж Хадсон (нар. 7 вересня 1976) — американський актор. Він відомий ролями Адама Родоса у комедійному серіалі CBS "Правила спільного життя" (2007–2013), Джеффа Фордхема у музичному драматичному серіалі ABC "Нешвілл" (2013–2015) та Уеса Гарднера у комедійному фільмі жахів Fox "Королеви верещання". Він зіграв головну роль у ситкомі ABC «Розлучившись разом», спродюсованим Еллен Дедженерес.

## Життєпис
Хадсон народився в Лос-Анджелесі, в родині акторки Голді Хоун і музиканта Білла Хадсона. Після того, як його батьки розлучилися у 1980 році, Олівер з сестрою, актрисою Кейт Хадсон, жили разом зі своєю матір'ю і її чоловіком, актором Куртом Расселом, у Колорадо. Хандсон має чотирьох зведених братів і сестер: Емілі та Захарі, від шлюбу його біологічного батька з актрисою Сінді Вільямс; Лаланію, від ще одних відносин його батька в 2006 році; і Уайетт, з відносин його матері з Куртом Расселом. 
Гудсон має італійське, англійське, німецьке та угорсько-єврейське походження (від бабусі по лінії матері).  Він ріс в сім'ї, де сповідували Юдаїзм. 

## Кар'єра
Хадсон зіграв вперше у 1999 році разом зі своєю матір'ю, у комедійному фільмі "За межами міст", а пізніше знявся у кількох підліткових фільмах, таких як "Курці" та "Going Greek" . У 2002 році він зіграв головну роль комедійного серіалу Світового банку «Мій путівник до того, щоб стати рок-зіркою» . Хадсон також з'явився як тимчасовий персонаж в одному фільмі з акторкою Кеті Холмс, у ролі любовного інтересу її персонажа, Едді Долінга, у шістнадцяти епізодах "Доусон Крик" з 2002 по 2003 роки. 
Хадсон знімався у серіалі Світового банку «Гора» з 2004 по 2005 рік; проте шоу було скасовано після 13 серій. У 2006 році він знявся у фільмах жахів «Порода» та "Чорне Різдво". Він також знявся з Клер Форлані у фільмі "Carolina Moon" у 2007 році. З 2007 по 2013 роки Олівер знімався у ролі Адамса Роудса у ситкомі CBS Правила спільного життя (2007–2013). У 2013 році Хадсон був обраний на роль Джеффа Фордхема у другому сезоні драматичного серіалу ABC Нешвілл.   Пізніше Хадсону запропонували постійну роль у третьому сезоні. 
У 2015 році Хадсон зіграв в антологічному серіалі жахів «Жахливі королеви» Уеса Гарднера. Також у 2015 році Хадсон та його сестра, Кейт Хадсон, запустили FL2 - лінію активного одягу для чоловіків та дочірню компанію Fabletics.  У 2017 році Хадсона узяли на головну роль Мартіна в ситкомі ABC «Розлучившись разом»  прем’єра якого відбулася у 2018 році. На жаль, через два сезони серіал скасували. У 2020 році Хадсон зіграв головну роль Уілла у комедійному пілоті CBS «Троє з нас», створеному Френком Пайнсом. 

## Особисте життя
Хадсон одружився з актрисою Ерін Бартлетт 9 червня 2006 року в Кабо-Сан-Лукас, Мексика.  У пари троє дітей: два сини, Уайлдер Брукс (народився 23 серпня 2007 р.) Та Бодхі Хоун (народився 19 березня 2010 р.)  та донька Ріо Лаура (народилася 18 липня 2013 р.). 

## Фільмографія

### Фільми
| Рік      | Фільм                    | Роль                     | Примітки       |
| -------- | ------------------------ | ------------------------ | -------------- |
| 1999 рік | Вбити людину             | Революційний №1          |                |
| 1999 рік | Позаміщальники           | Алан Кларк               |                |
| 2000 рік | Червоний відблиск ракети | Хенк Бейкер              |                |
| 2000 рік | Курці                    | Девід                    |                |
| 2001 рік | Перехід на грецьку       | Циглера                  |                |
| 2002 рік | Новий найкращий друг     | Джош                     |                |
| 2003 рік | Як Діви падають          | Коркі Стівенс            |                |
| 2005 рік | Пан Драматичний          | Пан Драматичний          | Короткий фільм |
| 2006 рік | Порода                   | Джон                     |                |
| 2006 рік | Чорне Різдво             | Кайл Отрі                |                |
| 2008 рік | Дивна пустеля            | TJ / Навантажувач тварин |                |
| 2013 рік | Дорослі особини 2        | Кайл                     |                |
| 2014 рік | Алея сорому              | Кайл                     |                |
| 2018 рік | Різдвяні хроніки         | Дуг Пірс                 |                |

### Телебачення
| Рік            | Заголовок                         | Роль                   | Примітки                                                          |
| -------------- | --------------------------------- | ---------------------- | ----------------------------------------------------------------- |
| 2002 рік       | Мій путівник, як стати рок-зіркою | Джейс Дарнелл          | Звичайний серіал (11 серій)                                       |
| 2002–2003      | Доусон -Крик                      | Едді Долінг            | 16 серій                                                          |
| 2004–2005      | Гора                              | Девід Карвер -молодший | Звичайний серіал (13 серій)                                       |
| 2006 рік       | 10.5: Апокаліпсис                 | Уілл Меллой            | Фільм                                                             |
| 2007 рік       | Вихідні                           | Джуліан                | Непроданий телепілот                                              |
| 2007 рік       | Кароліна Місяць                   | Кейд Лавель            | Фільм                                                             |
| 2007–2013 роки | Правила заручення                 | Адам Родос             | Звичайний серіал (100 серій)                                      |
| 2013–2015 роки | Нашвілл                           | Джеф Фордхем           | Повторювані: 2, 4 сезони; звичайний: 3 сезон (40 серій)           |
| 2015–2016 роки | Королеви крику                    | Вестон "Вес" Гарднер   | Головна роль: 1 сезон (12 серій); Повторюється: сезон 2 (2 серії) |
| 2016 рік       | Подорож назад до Різдва           | Шериф                  | Відоме кіно                                                       |
| 2018 рік       | Медаль честі                      | Етцбергер              | Епізод: "Річард Етчбергер"                                        |
| 2018 рік       | Гостьова книга                    | Павло                  | Епізод: "Десь, крім тут"                                          |
| 2018–2019 роки | Розлучившись разом                | Мартін                 | Головна роль (26 серій)                                           |
| 2022–2023      | Прибиральниця                     | Гаррет Міллер          | Головна роль                                                      |